# Thaumoctopus mimicus
Thaumoctopus mimicus, ibland kallad den härmande bläckfisken eller föränderlig bläckfisk, är en art av bläckfisk som kan härma (mimikry) andra havslevande djur. Arten upptäcktes först 1998 utanför kusten i Sulawesi, Indonesien, av en grupp forskare. 2010 upptäcktes den också utanför Stora Barriärrevet, utanför Australiens östkust.
De flesta bläckfiskar är kända för att kunna ändra sin hudfärg och struktur för att smälta in i den omgivande bakgrunden, till exempel alger. Detta sker genom pigmentsäckar som kallas för kromatoforer. Den härmande bläckfisken innehåller även den kromatoforer och har också förmågan att smälta in i bakgrunden. Det som gör den härmande bläckfisken annorlunda än sina släktingar är dess förmåga att inte bara efterhärma formen av ett föremål, såsom koraller och stenar, utan även härma en del djur i form och beteende.

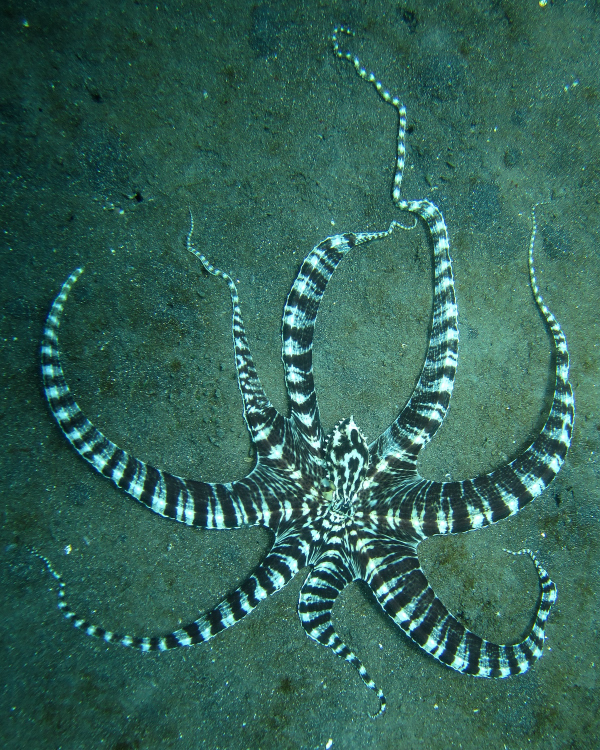
Här kan vi se att Thaumoctopus nästan ser ut som en giftig orm med dess starka färger.

Den härmande bläckfisken är den enda kända vattenlevande arten som kan imitera en mängd olika havsdjurs beteenden. Även om många djur kan imitera andra arter för att undvika eller skrämma andra så är den härmande bläckfisken den enda som kan välja mellan olika former för att anpassa sig efter den fiende den möter.

## Utseende
Den härmande bläckfisken är en liten bläckfisk som har en genomsnittlig längd på 60 centimeter. Deras tentakler växer till drygt 60 centimeter.
Thaumoctopus mimicus naturliga pigment är en ljusbrun/beige men oftast är de i en vit- och brunrandig färg för att skrämma bort andra arter, genom att verka vara giftig.
Bland de arter som bläckfisken härmar kan nämnas:
1. Drakfiskar av släktet Pterois – När bläckfisken ändrar färg till bruna och vita ränder och formar sina armar så att de ser ut som ryggfenor, lurar den rovdjur som lärt sig undvika de dödligt giftiga drakfiskarna.
2. Havsormar – När bläckfisken attackeras kan den gömma sig I håligheter och låta två av armarna sticka ut i olika riktningar. Vad som blir kvar i rovdjurets åsyn är ett långt smalt djur med vita och svarta band längs kroppen. Många rovdjur skyr de dödligt giftiga havsormarna och lämnar därför bläckfisken i fred.
3. Plattfiskar – Bläckfisken härmar såväl formen, sättet att simma, hastigheten och ofta också färgerna. Den härmar plattfiskar i öppen terräng, där dess kamouflage lätt skulle avslöjas.
4. Medusan  – Den härmar manetens rörelser och simmar mot ytan för att också härma dess beteende.

## Reproduktion
Hanarna dör några månader efter parningen. En befruktad hona kan lägga ungefär 200 000 ägg, som läggs i strängar från taket på hennes bo. Hon vaktar äggen mot fiender och blåser vatten mot äggsamlingarna för att ge dem extra syre. Hon äter inte medan hon vaktar äggen. Honan dör ungefär när äggen kläcks.